# Svédország a 2012. évi nyári olimpiai játékokon
Svédország a nagy-britanniai Londonban megrendezett 2012. évi nyári olimpiai játékok egyik részt vevő nemzete volt. Az országot az olimpián 21 sportágban 133 sportoló képviselte, akik összesen 8 érmet szereztek.

## Érmesek
| Érem  | Versenyző | Sportág       | Versenyszám               |
| ----- | --- | ------------- | ------------------------- |
| Arany | Max Salminen Fredrik Lööf | Vitorlázás    | Férfi csillaghajó         |
| Ezüst | Nemzeti válogatott Kim Andersson Mattias Andersson Dalibor Doder Niclas Ekberg Kim Ekdahl du Rietz Mattias Gustafsson Johan Jakobsson Magnus Jernemyr Jonas Källman Tobias Karlsson Jonas Larholm Andreas Nilsson Fredrik Petersen Johan Sjöstrand | Kézilabda     | Férfi                     |
| Ezüst | Sara Algotsson | Lovaglás      | Lovastusa, egyéni         |
| Ezüst | Håkan Dahlby | Sportlövészet | Férfi dupla trap          |
| Ezüst | Lisa Nordén | Triatlon      | Női                       |
| Bronz | Jimmy Lidberg | Birkózás      | Férfi kötöttfogás, 96 kg  |
| Bronz | Johan Eurén | Birkózás      | Férfi kötöttfogás, 120 kg |
| Bronz | Rasmus Myrgren | Vitorlázás    | Férfi laser               |

## Asztalitenisz
Férfi
| Versenyző                                | Versenyszám | Selejtező         | 64-es főtábla                                                     | 48-as főtábla                                | 32-es főtábla     | Nyolcaddöntő                                                              | Negyeddöntő       | Elődöntő          | Döntő             | Helyezés |
| Versenyző                                | Versenyszám | Ellenfél Eredmény | Ellenfél Eredmény                                                 | Ellenfél Eredmény                            | Ellenfél Eredmény | Ellenfél Eredmény                                                         | Ellenfél Eredmény | Ellenfél Eredmény | Ellenfél Eredmény | Helyezés |
| ---------------------------------------- | ----------- | ----------------- | ----------------------------------------------------------------- | -------------------------------------------- | ----------------- | ------------------------------------------------------------------------- | ----------------- | ----------------- | ----------------- | -------- |
| Pär Gerell                               | Egyes       | erőnyerő          | El-sayed Lashin (EGY) · 11–7, 4–11, 8–11, 10–12, 11–8, 11–8, 9–11 | kiesett                                      | kiesett           | kiesett                                                                   | kiesett           | kiesett           | kiesett           | 49.      |
| Jörgen Persson                           | Egyes       | erőnyerő          | Segun Toriola (NGR) · 11–8, 11–7, 12–10, 9–11, 11–6               | Andrej Gaćina (CRO) · 5–11, 6–11, 7–11, 4–11 | kiesett           | kiesett                                                                   | kiesett           | kiesett           | kiesett           | 33.      |
| Pär Gerell Jens Lundqvist Jörgen Persson | Csapat      |                   |                                                                   |                                              |                   | Németország (GER) · Timo Boll · Dimitrij Ovtcharov · Bastian Steger · 1–3 | kiesett           | kiesett           | kiesett           | 9.       |

## Atlétika
Férfi
| Versenyző      | Versenyszám   | Selejtező                | Selejtező                | Döntő    | Döntő    |
| Versenyző      | Versenyszám   | Eredmény                 | Helyezés                 | Eredmény | Helyezés |
| -------------- | ------------- | ------------------------ | ------------------------ | -------- | -------- |
| Alhaji Jeng    | Rúdugrás      | érvényes kísérlet nélkül | érvényes kísérlet nélkül | kiesett  | kiesett  |
| Michel Tornéus | Távolugrás    | 803 cm                   | 6.                       | 811 cm   | 4.       |
| Kim Amb        | Gerelyhajítás | 78,94 m                  | 18.                      | kiesett  | kiesett  |

Női
| Versenyző           | Versenyszám | Előfutam | Előfutam | Előfutam | Elődöntő | Elődöntő | Elődöntő | Döntő   | Döntő    |
| Versenyző           | Versenyszám | Idő      | Hely.    | Össz.    | Idő      | Hely.    | Össz.    | Idő     | Helyezés |
| ------------------- | ----------- | -------- | -------- | -------- | -------- | -------- | -------- | ------- | -------- |
| Moa Hjelmer         | 400 m       | 52,86    | 4.       | 30.      | kiesett  | kiesett  | kiesett  | kiesett | kiesett  |
| Isabellah Andersson | Maraton     |          |          |          |          |          |          | 2:27:36 | 18.      |

| Versenyző          | Versenyszám | Selejtező | Selejtező | Döntő    | Döntő    |
| Versenyző          | Versenyszám | Eredmény  | Helyezés  | Eredmény | Helyezés |
| ------------------ | ----------- | --------- | --------- | -------- | -------- |
| Emma Green         | Magasugrás  | 193 cm    | 2.**      | 193 cm   | 8.       |
| Ebba Jungmark      | Magasugrás  | 185 cm    | 20.**     | kiesett  | kiesett  |
| Angelica Bengtsson | Rúdugrás    | 425 cm    | 19.*      | kiesett  | kiesett  |

| Versenyző          | Versenyszám | 100 m gát | 100 m gát | Magasugrás | Magasugrás | Súlylökés | Súlylökés | 200 m | 200 m | Távolugrás | Távolugrás | Gerelyhajítás | Gerelyhajítás | 800 m   | 800 m | Végeredmény | Végeredmény |
| Versenyző          | Versenyszám | Idő       | Pont      | Eredmény   | Pont       | Eredmény  | Pont      | Idő   | Pont  | Eredmény   | Pont       | Eredmény      | Pont          | Idő     | Pont  | Pont        | Helyezés    |
| ------------------ | ----------- | --------- | --------- | ---------- | ---------- | --------- | --------- | ----- | ----- | ---------- | ---------- | ------------- | ------------- | ------- | ----- | ----------- | ----------- |
| Jessica Samuelsson | Hétpróba    | 13,58     | 1039      | 177 cm     | 941        | 14,18 m   | 806       | 24,25 | 957   | 618 cm     | 905        | 42,02 m       | 706           | 2:11,31 | 946   | 6300        | 14.         |

* - négy másik versenyzővel azonos eredményt ért el

** - hat másik versenyzővel azonos eredményt ért el

## Birkózás

### Férfi
Kötöttfogású
| Versenyző        | Versenyszám | Selejtező                           | Nyolcaddöntő                        | Negyeddöntő                               | Elődöntő                              | Vigaszág első kör | Vigaszág elődöntő | Bronz- mérkőzés                             | Döntő             | Helyezés |
| Versenyző        | Versenyszám | Ellenfél Eredmény                   | Ellenfél Eredmény                   | Ellenfél Eredmény                         | Ellenfél Eredmény                     | Ellenfél Eredmény | Ellenfél Eredmény | Ellenfél Eredmény                           | Ellenfél Eredmény | Helyezés |
| ---------------- | ----------- | ----------------------------------- | ----------------------------------- | ----------------------------------------- | ------------------------------------- | ----------------- | ----------------- | ------------------------------------------- | ----------------- | -------- |
| Robert Rosengren | 74 kg       | erőnyerő                            | Selçuk Çebi (TUR) · 1–0, 0–1, 1–0   | Aleksandr Kazakevič (LTU) · 1–0, 0–2, 0–1 | kiesett                               |                   |                   |                                             |                   | 9.       |
| Jimmy Lidberg    | 96 kg       | erőnyerő                            | Szaikava Norikacu (JPN) · 2–0, 1–0  | Rusztam Totrov (RUS) · 0–1, 0–3           | Şalva Qadabadze (AZE) · 1–0, 0–1, 1–0 |                   |                   | Cimafej Dzejnyicsenka (BLR) · 0–2, 1–0, 4–1 |                   |          |
| Johan Eurén      | 120 kg      | Nurmahan Tinalijev (KAZ) · 3–0, 1–0 | Deák Bárdos Mihály (HUN) · 1–0, 2–0 | Bashir Babajanzadeh (IRI) · 3–0, 1–0      | Heiki Nabi (EST) · 1–0, 0–1, 0–1      |                   |                   | Ioszeb Csugosvili (BLR) · 1–0, 0–1, 1–0     |                   |          |

### Női
Szabadfogású
| Versenyző       | Versenyszám | Selejtező                              | Nyolcaddöntő                         | Negyeddöntő                              | Elődöntő          | Vigaszág első kör                          | Vigaszág elődöntő                       | Bronz- mérkőzés   | Döntő             | Helyezés |
| Versenyző       | Versenyszám | Ellenfél Eredmény                      | Ellenfél Eredmény                    | Ellenfél Eredmény                        | Ellenfél Eredmény | Ellenfél Eredmény                          | Ellenfél Eredmény                       | Ellenfél Eredmény | Ellenfél Eredmény | Helyezés |
| --------------- | ----------- | -------------------------------------- | ------------------------------------ | ---------------------------------------- | ----------------- | ------------------------------------------ | --------------------------------------- | ----------------- | ----------------- | -------- |
| Sofia Mattsson  | 55 kg       | Szündevín Bjambaceren (MGL) · 5–0, 2–0 | Marwa Amri (TUN) · 3–0, 2–0          | Valerija Zsolobova (RUS) · 1–0, 1–1, 3–3 | kiesett           |                                            |                                         |                   |                   | 7.       |
| Henna Johansson | 63 kg       | erőnyerő                               | Ajszuluu Tinibekova (KGZ) · 3–2, 2–0 | Icsó Kaori (JPN) · 0–1, 0–4              |                   |                                            | Martine Dugrenier (CAN) · 1–1, 1–2, 0–6 | kiesett           |                   | 10.      |
| Jenny Fransson  | 72 kg       | Ali Bernard (USA) · 3–0, 1–0           | Sztanka Zlateva (BUL) · 0–1, 0–1     |                                          |                   | Vaszilisza Marzaljuk (BLR) · 0–2, 1–0, 0–2 | kiesett                                 | kiesett           |                   | 9.       |

## Cselgáncs
Férfi
| Versenyző    | Versenyszám | Selejtező                          | 32-es főtábla     | Nyolcaddöntő      | Negyeddöntő       | Elődöntő          | Vigaszág elődöntő | Bronz- mérkőzés   | Döntő             | Helyezés |
| Versenyző    | Versenyszám | Ellenfél Eredmény                  | Ellenfél Eredmény | Ellenfél Eredmény | Ellenfél Eredmény | Ellenfél Eredmény | Ellenfél Eredmény | Ellenfél Eredmény | Ellenfél Eredmény | Helyezés |
| ------------ | ----------- | ---------------------------------- | ----------------- | ----------------- | ----------------- | ----------------- | ----------------- | ----------------- | ----------------- | -------- |
| Marcus Nyman | Középsúly   | Dilshod Choriyev (UZB) · 0013–0101 | kiesett           | kiesett           | kiesett           | kiesett           |                   |                   |                   | 17.      |

## Evezés
Férfi
| Versenyző     | Versenyszám  | Előfutam | Előfutam | Vigaszág | Vigaszág | Negyeddöntő | Negyeddöntő | Elődöntő | Elődöntő | Elődöntő | Döntő | Döntő   | Döntő | Helyezés |
| Versenyző     | Versenyszám  | Idő      | Hely.    | Idő      | Hely.    | Idő         | Hely.       | Típus    | Idő      | Hely.    | Típus | Idő     | Hely. | Helyezés |
| ------------- | ------------ | -------- | -------- | -------- | -------- | ----------- | ----------- | -------- | -------- | -------- | ----- | ------- | ----- | -------- |
| Lassi Karonen | Egypárevezős | 6:45,42  | 1.       |          |          | 6:57,06     | 1.          | A/B      | 7:19,77  | 2.       | A     | 7:04,04 | 4.    | 4.       |

Női
| Versenyző      | Versenyszám  | Előfutam | Előfutam | Vigaszág | Vigaszág | Negyeddöntő | Negyeddöntő | Elődöntő | Elődöntő | Elődöntő | Döntő | Döntő   | Döntő | Helyezés |
| Versenyző      | Versenyszám  | Idő      | Hely.    | Idő      | Hely.    | Idő         | Hely.       | Típus    | Idő      | Hely.    | Típus | Idő     | Hely. | Helyezés |
| -------------- | ------------ | -------- | -------- | -------- | -------- | ----------- | ----------- | -------- | -------- | -------- | ----- | ------- | ----- | -------- |
| Frida Svensson | Egypárevezős | 7:32,61  | 2.       |          |          | 7:40,64     | 3.          | A/B      | 7:54,52  | 5.       | B     | 7:56,42 | 4.    | 10.      |

## Íjászat
Férfi
| Versenyző           | Versenyszám | Selejtező | Selejtező | 64-es főtábla                  | 32-es főtábla     | Nyolcaddöntő      | Negyeddöntő       | Elődöntő          | Döntő             | Helyezés |
| Versenyző           | Versenyszám | Pont      | Kiemelt   | Ellenfél Eredmény              | Ellenfél Eredmény | Ellenfél Eredmény | Ellenfél Eredmény | Ellenfél Eredmény | Ellenfél Eredmény | Helyezés |
| ------------------- | ----------- | --------- | --------- | ------------------------------ | ----------------- | ----------------- | ----------------- | ----------------- | ----------------- | -------- |
| Christine Bjerendal | Egyéni      | 625       | 49.       | Hajakava Ren (JPN) (16.) · 4–6 | kiesett           | kiesett           | kiesett           | kiesett           | kiesett           | 33.      |

## Kajak-kenu

### Síkvízi
Férfi
| Versenyző                       | Versenyszám         | Előfutam | Előfutam | Előfutam | Elődöntő | Elődöntő | Elődöntő | Döntő | Döntő    | Döntő    | Helyezés |
| Versenyző                       | Versenyszám         | Idő      | Hely.    | Össz.    | Idő      | Hely.    | Össz.    | Típus | Idő      | Helyezés | Helyezés |
| ------------------------------- | ------------------- | -------- | -------- | -------- | -------- | -------- | -------- | ----- | -------- | -------- | -------- |
| Anders Gustafsson               | Kajak egyes 1000 m  | 3:34,419 | 1.       | 12.      | 3:31,149 | 3.       | 8.       | A     | 3:29,919 | 5.       | 5.       |
| Markus Oscarsson Henrik Nilsson | Kajak kettes 1000 m | 3:16,590 | 3.       | 4.       | 3:13,125 | 1.       | 3.       | A     | 3:11,803 | 5.       | 5.       |

Női
| Versenyző                       | Versenyszám        | Előfutam | Előfutam | Előfutam | Elődöntő | Elődöntő | Elődöntő | Döntő   | Döntő    | Döntő    | Helyezés |
| Versenyző                       | Versenyszám        | Idő      | Hely.    | Össz.    | Idő      | Hely.    | Össz.    | Típus   | Idő      | Helyezés | Helyezés |
| ------------------------------- | ------------------ | -------- | -------- | -------- | -------- | -------- | -------- | ------- | -------- | -------- | -------- |
| Sofia Paldanius                 | Kajak egyes 200 m  | 42,596   | 2.       | 11.      | 42,688   | 6.       | 19.      | kiesett | kiesett  | kiesett  | 19.      |
| Sofia Paldanius                 | Kajak egyes 500 m  | 1:51,212 | 1.       | 1.       | 1:51,945 | 3.       | 6.       | A       | 1:53,197 | 4.       | 4.       |
| Josefin Nordlöw Karin Johansson | Kajak kettes 500 m | 1:44,437 | 1.       | 5.       | 1:44,025 | 6.       | 11.      | B       | 1:45,367 | 2.       | 10.      |

## Kerékpározás

### Hegyi-kerékpározás
| Versenyző       | Versenyszám      | Idő             | Helyezés |
| --------------- | ---------------- | --------------- | -------- |
| Alexandra Engen | Női terepverseny | 1:33:08 (+2:16) | 6.       |

### Országúti kerékpározás
Férfi
| Versenyző      | Versenyszám   | Idő                 | Helyezés |
| -------------- | ------------- | ------------------- | -------- |
| Gustav Larsson | Mezőnyverseny | 5:46:37 (+0:40)     | 76.      |
| Gustav Larsson | Időfutam      | 54:35,26 (+3:55,72) | 16.      |

Női
| Versenyző          | Versenyszám   | Idő                 | Helyezés        |
| ------------------ | ------------- | ------------------- | --------------- |
| Emma Johansson     | Időfutam      | 40:38,56 (+3:03,74) | 14.             |
| Emma Johansson     | Mezőnyverseny | 3:35:56 (+0:27)     | 6.              |
| Isabelle Söderberg | Mezőnyverseny | limitidőn kívül     | limitidőn kívül |
| Emilia Fahlin      | Mezőnyverseny | 3:35:56 (+0:27)     | 19.             |
| Emilia Fahlin      | Időfutam      | 41:15,86 (+3:41,04) | 17.             |

## Kézilabda

### Férfi
| Svéd férfi kézilabdacsapat-játékoskeret                                                                                          | Svéd férfi kézilabdacsapat-játékoskeret                                                                                    |
| --- | --- |
| - Kim Andersson - Mattias Andersson - Dalibor Doder - Niclas Ekberg - Kim Ekdahl du Rietz - Mattias Gustafsson - Johan Jakobsson | - Magnus Jernemyr - Jonas Källman - Tobias Karlsson - Jonas Larholm - Andreas Nilsson - Fredrik Petersen - Johan Sjöstrand |

#### Eredmények
Csoportkör
A csoport
| Csapat               | M | Gy | D | V | G+  | G–  | Gk  | P  |
| -------------------- | - | -- | - | - | --- | --- | --- | -- |
| Izland (ISL)         | 5 | 5  | 0 | 0 | 167 | 132 | +35 | 10 |
| Franciaország (FRA)  | 5 | 4  | 0 | 1 | 159 | 110 | +49 | 8  |
| Svédország (SWE)     | 5 | 3  | 0 | 2 | 156 | 115 | +41 | 6  |
| Tunézia (TUN)        | 5 | 2  | 0 | 3 | 121 | 125 | −4  | 4  |
| Argentína (ARG)      | 5 | 1  | 0 | 4 | 113 | 138 | −25 | 2  |
| Nagy-Britannia (GBR) | 5 | 0  | 0 | 5 | 96  | 182 | −86 | 0  |

| 2012. július 29. 14:30 (15:30) | Svédország (SWE) | 28–21       | Tunézia (TUN) | Copper Box, London Nézőszám: 4155 Játékvezetők: Raluy López, Sabroso (ESP) |
| 2012. július 29. 14:30 (15:30) | Doder 8          | (16–11)     | Boughanmi 6   | Copper Box, London Nézőszám: 4155 Játékvezetők: Raluy López, Sabroso (ESP) |
| 2012. július 29. 14:30 (15:30) | 4× 3×            | Jegyzőkönyv | 5× 3×         | Copper Box, London Nézőszám: 4155 Játékvezetők: Raluy López, Sabroso (ESP) |

| 2012. július 31. 14:30 (15:30) | Nagy-Britannia (GBR) | 19–41       | Svédország (SWE) | Copper Box, London Nézőszám: 4382 Játékvezetők: Nikolić, Stojković (SRB) |
| 2012. július 31. 14:30 (15:30) | Larsson 4            | (10–24)     | Ekberg 13        | Copper Box, London Nézőszám: 4382 Játékvezetők: Nikolić, Stojković (SRB) |
| 2012. július 31. 14:30 (15:30) | 6× 3× 1×             | Jegyzőkönyv | 4× 3×            | Copper Box, London Nézőszám: 4382 Játékvezetők: Nikolić, Stojković (SRB) |

| 2012. augusztus 2. 21:15 (22:15) | Svédország (SWE) | 32–33       | Izland (ISL) | Copper Box, London Nézőszám: 4590 Játékvezetők: Nachevski, Nikolov (MKD) |
| 2012. augusztus 2. 21:15 (22:15) | Källman 9        | (13–17)     | Pálmarsson 9 | Copper Box, London Nézőszám: 4590 Játékvezetők: Nachevski, Nikolov (MKD) |
| 2012. augusztus 2. 21:15 (22:15) | 3× 3×            | Jegyzőkönyv | 8× 3×        | Copper Box, London Nézőszám: 4590 Játékvezetők: Nachevski, Nikolov (MKD) |

| 2012. augusztus 4. 14:30 (15:30) | Svédország (SWE) | 29–13       | Argentína (ARG) | Copper Box, London Nézőszám: 4592 Játékvezetők: López, Sabroso (ESP) |
| 2012. augusztus 4. 14:30 (15:30) | Ekberg 9         | (12–8)      | D. Simonet 3    | Copper Box, London Nézőszám: 4592 Játékvezetők: López, Sabroso (ESP) |
| 2012. augusztus 4. 14:30 (15:30) | 1× 4×            | Jegyzőkönyv | 2× 3×           | Copper Box, London Nézőszám: 4592 Játékvezetők: López, Sabroso (ESP) |

| 2012. augusztus 6. 21:15 (22:15) | Franciaország (FRA) | 29–26       | Svédország (SWE)    | Copper Box, London Nézőszám: 4833 Játékvezetők: Gubica, Milošević (CRO) |
| 2012. augusztus 6. 21:15 (22:15) | Narcisse 6          | (18–12)     | Ekberg, Andersson 5 | Copper Box, London Nézőszám: 4833 Játékvezetők: Gubica, Milošević (CRO) |
| 2012. augusztus 6. 21:15 (22:15) | 1× 3×               | Jegyzőkönyv | 2× 3×               | Copper Box, London Nézőszám: 4833 Játékvezetők: Gubica, Milošević (CRO) |

Negyeddöntő
| 2012. augusztus 8. 18:00 (19:00) | Svédország (SWE) | 24–22       | Dánia (DEN) | Basketball Arena, London Nézőszám: 9494 Játékvezetők: Nacsevszki, Nikolov (MKD) |
| 2012. augusztus 8. 18:00 (19:00) | Doder 6          | (11–9)      | Lindberg 6  | Basketball Arena, London Nézőszám: 9494 Játékvezetők: Nacsevszki, Nikolov (MKD) |
| 2012. augusztus 8. 18:00 (19:00) | 5× 4×            | Jegyzőkönyv | 5× 4×       | Basketball Arena, London Nézőszám: 9494 Játékvezetők: Nacsevszki, Nikolov (MKD) |

Elődöntő
| 2012. augusztus 10. 17:00 (18:00) | Magyarország (HUN) | 26–27       | Svédország (SWE) | Basketball Arena, London Nézőszám: 9597 Játékvezetők: Geipel, Helbig (GER) |
| 2012. augusztus 10. 17:00 (18:00) | Császár 8          | (12–15)     | Ekberg 6         | Basketball Arena, London Nézőszám: 9597 Játékvezetők: Geipel, Helbig (GER) |
| 2012. augusztus 10. 17:00 (18:00) | 3× 4×              | Jegyzőkönyv | 5× 3×            | Basketball Arena, London Nézőszám: 9597 Játékvezetők: Geipel, Helbig (GER) |

Döntő
| 2012. augusztus 12. 15:00 (16:00) | Svédország (SWE) | 21–22       | Franciaország (FRA) | Basketball Arena, London Nézőszám: 9627 Játékvezetők: Krstić, Ljubić (SLO) |
| 2012. augusztus 12. 15:00 (16:00) | Ekberg 6         | (8–10)      | Guigou 5            | Basketball Arena, London Nézőszám: 9627 Játékvezetők: Krstić, Ljubić (SLO) |
| 2012. augusztus 12. 15:00 (16:00) | 4× 3×            | Jegyzőkönyv | 2× 4×               | Basketball Arena, London Nézőszám: 9627 Játékvezetők: Krstić, Ljubić (SLO) |

| Csapat           | Helyezés |
| ---------------- | -------- |
| Svédország (SWE) |          |

### Női
| Svéd női kézilabdacsapat-játékoskeret | Svéd női kézilabdacsapat-játékoskeret                                                                                               |
| --- | --- |
| - Ulrika Ågren - Johanna Ahlm - Matilda Boson - Kristina Flognman - Hanna Fogelström - Annika Fredén - Cecilia Grubbström - Isabelle Gulldén | - Therese Helgesson - Anna-Maria Johansson - Gabriella Kain - Jamina Roberts - Linnea Torstenson - Angelica Wallén - Johanna Wiberg |

#### Eredmények
Csoportkör
B csoport
| Csapat              | M | Gy | D | V | G+  | G–  | Gk  | P |
| ------------------- | - | -- | - | - | --- | --- | --- | - |
| Franciaország (FRA) | 5 | 4  | 1 | 0 | 125 | 103 | +22 | 9 |
| Dél-Korea (KOR)     | 5 | 3  | 1 | 1 | 136 | 130 | +6  | 7 |
| Spanyolország (ESP) | 5 | 3  | 1 | 1 | 119 | 114 | +5  | 7 |
| Norvégia (NOR)      | 5 | 2  | 1 | 2 | 118 | 120 | −2  | 5 |
| Dánia (DEN)         | 5 | 1  | 0 | 4 | 113 | 121 | −8  | 2 |
| Svédország (SWE)    | 5 | 0  | 0 | 5 | 108 | 131 | −23 | 0 |

| 2012. július 28. 16:15 (17:15) | Dánia (DEN) | 21–18       | Svédország (SWE) | Copper Box, London Nézőszám: 3942 Játékvezetők: Nikolić, Stojković (SRB) |
| 2012. július 28. 16:15 (17:15) | Skov 6      | (8–10)      | Gulldén 5        | Copper Box, London Nézőszám: 3942 Játékvezetők: Nikolić, Stojković (SRB) |
| 2012. július 28. 16:15 (17:15) | 4× 3×       | Jegyzőkönyv | 3× 4×            | Copper Box, London Nézőszám: 3942 Játékvezetők: Nikolić, Stojković (SRB) |

| 2012. július 30. 21:15 (22:15) | Svédország (SWE) | 21–24       | Norvégia (NOR)   | Copper Box, London Nézőszám: 4459 Játékvezetők: Coulibaly, Diabate (CIV) |
| 2012. július 30. 21:15 (22:15) | Torstenson 6     | (9–14)      | Koren, Sulland 5 | Copper Box, London Nézőszám: 4459 Játékvezetők: Coulibaly, Diabate (CIV) |
| 2012. július 30. 21:15 (22:15) | 3× 3×            | Jegyzőkönyv | 3× 3×            | Copper Box, London Nézőszám: 4459 Játékvezetők: Coulibaly, Diabate (CIV) |

| 2012. augusztus 1. 14:30 (15:30) | Franciaország (FRA) | 29–17       | Svédország (SWE) | Copper Box, London Nézőszám: 4638 Játékvezetők: Gubica, Milošević (CRO) |
| 2012. augusztus 1. 14:30 (15:30) | három játékos 4     | (16–11)     | Ahlm 6           | Copper Box, London Nézőszám: 4638 Játékvezetők: Gubica, Milošević (CRO) |
| 2012. augusztus 1. 14:30 (15:30) | 2× 3×               | Jegyzőkönyv | 1× 3×            | Copper Box, London Nézőszám: 4638 Játékvezetők: Gubica, Milošević (CRO) |

| 2012. augusztus 3. 19:30 (20:30) | Spanyolország (ESP) | 25–24       | Svédország (SWE) | Copper Box, London Nézőszám: 4234 Játékvezetők: Al-Nuaimi, Omar (UAE) |
| 2012. augusztus 3. 19:30 (20:30) | Mangué, Alberto 6   | (11–10)     | Fogelström 5     | Copper Box, London Nézőszám: 4234 Játékvezetők: Al-Nuaimi, Omar (UAE) |
| 2012. augusztus 3. 19:30 (20:30) | 3× 3×               | Jegyzőkönyv | 2× 4×            | Copper Box, London Nézőszám: 4234 Játékvezetők: Al-Nuaimi, Omar (UAE) |

| 2012. augusztus 5. 9:30 (10:30) | Svédország (SWE) | 28–32       | Dél-Korea (KOR) | Copper Box, London Nézőszám: 4180 Játékvezetők: Abdulla, Bamutref (QAT) |
| 2012. augusztus 5. 9:30 (10:30) | Flognman 8       | (13–16)     | Ju Unhi 10      | Copper Box, London Nézőszám: 4180 Játékvezetők: Abdulla, Bamutref (QAT) |
| 2012. augusztus 5. 9:30 (10:30) | 4× 4×            | Jegyzőkönyv | 5× 3×           | Copper Box, London Nézőszám: 4180 Játékvezetők: Abdulla, Bamutref (QAT) |

| Csapat           | Helyezés |
| ---------------- | -------- |
| Svédország (SWE) | 11.      |

## Labdarúgás

### Női
| Svéd női labdarúgócsapat-játékoskeret | Svéd női labdarúgócsapat-játékoskeret                                                                               |
| --- | --- |
| - Johanna Almgren - Kosovare Asllani - Emma Berglund - Lisa Dahlkvist - Madelaine Edlund - Nilla Fischer - Antonia Göransson - Marie Hammarström - Sofia Jakobsson | - Hedvig Lindahl - Lina Nilsson - Lotta Schelin - Caroline Seger - Linda Sembrant - Annica Svensson - Sara Thunebro |

#### Eredmények
Csoportkör
F csoport
| Csapat                        | M | Gy | D | V | Rg | Kg | Gk | P |
| ----------------------------- | - | -- | - | - | -- | -- | -- | - |
| Svédország (SWE)              | 3 | 1  | 2 | 0 | 6  | 3  | +3 | 5 |
| Japán (JPN)                   | 3 | 1  | 2 | 0 | 2  | 1  | +1 | 5 |
| Kanada (CAN)                  | 3 | 1  | 1 | 1 | 6  | 4  | +2 | 4 |
| Dél-afrikai Köztársaság (RSA) | 3 | 0  | 1 | 2 | 1  | 7  | −6 | 1 |

| 2012. július 25. 19:45 (20:45) |

| Svédország (SWE)                         | 4–1               | Dél-afrikai Köztársaság (RSA) |
| ---------------------------------------- | ----------------- | ----------------------------- |
| Fischer 7' Dahlkvist 20' Schelin 21' 63' | (3–0) Jegyzőkönyv | Modise 60'                    |

| Ricoh Arena, Coventry Nézőszám: 18 290 Játékvezető: Salomé di Iorio (argentin) |

| 2012. július 28. 12:00 (13:00) |

| Japán (JPN) | 0–0         | Svédország (SWE) |
| ----------- | ----------- | ---------------- |
|             | Jegyzőkönyv |                  |

| Ricoh Arena, Coventry Nézőszám: 14 160 Játékvezető: Quetzalli Alvarado (mexikói) |

| 2012. július 31. 14:30 (15:30) |

| Kanada (CAN)     | 2–2               | Svédország (SWE)              |
| ---------------- | ----------------- | ----------------------------- |
| Tancredi 43' 84' | (1–2) Jegyzőkönyv | Hammarström 14' Jakobsson 16' |

| St. James’ Park, Newcastle Nézőszám: 12 719 Játékvezető: Hong Una (dél-koreai) |

Negyeddöntő
| 2012. augusztus 3. 12:00 (13:00) |

| Svédország (SWE) | 1–2               | Franciaország (FRA)    |
| ---------------- | ----------------- | ---------------------- |
| Fischer 18'      | (1–2) Jegyzőkönyv | Georges 29' Renard 39' |

| Hampden Park, Glasgow Nézőszám: 12 689 Játékvezető: Kari Seitz (amerikai) |

| Csapat           | Helyezés |
| ---------------- | -------- |
| Svédország (SWE) | 7.       |

## Lovaglás
Díjlovaglás
| Versenyző                                           | Ló           | Versenyszám | 1. kör | 1. kör | 2. kör | 2. kör | Döntő     | Döntő   | Végeredmény | Végeredmény |
| Versenyző                                           | Ló           | Versenyszám | 1. kör | 1. kör | 2. kör | 2. kör | Technikai | Művészi | Végeredmény | Végeredmény |
| Versenyző                                           | Ló           | Versenyszám | Pont   | Hely.  | Pont   | Hely.  | Pont      | Pont    | Pont        | Helyezés    |
| --------------------------------------------------- | ------------ | ----------- | ------ | ------ | ------ | ------ | --------- | ------- | ----------- | ----------- |
| Patrik Kittel                                       | Scandic      | Egyéni      | 74,073 | 15.    | 74,079 | 14.    | 75,750    | 81,714  | 78,732      | 14.         |
| Minna Telde                                         | Santana      | Egyéni      | 67,477 | 44.    | 72,270 | 20.    | kiesett   | kiesett | kiesett     | kiesett     |
| Tinne Vilhelmsson-Silfvén                           | Don Auriello | Egyéni      | 74,271 | 14.    | 74,063 | 15.    | 76,143    | 82,429  | 79,286      | 11.         |
| Patrik Kittel Minna Telde Tinne Vilhelmsson-Silfvén | lásd fentebb | Csapat      | 71,940 | 7.     | 73,471 | 5.     |           |         | 72,706      | 5.          |

Díjugratás
| Versenyző                                                                        | Ló              | Versenyszám | Selejtező | Selejtező | Selejtező | Selejtező | Selejtező | Selejtező | Selejtező | Selejtező | Döntő   | Döntő   | Döntő   | Végeredmény | Végeredmény |
| Versenyző                                                                        | Ló              | Versenyszám | 1. kör    | 1. kör    | 2. kör    | 2. kör    | 2. kör    | 3. kör    | 3. kör    | 3. kör    | 1. kör  | 1. kör  | 2. kör  | Végeredmény | Végeredmény |
| Versenyző                                                                        | Ló              | Versenyszám | Bünt.     | Hely.     | Bünt.     | Össz.     | Hely.     | Bünt.     | Össz.     | Hely.     | Bünt.   | Hely.   | Bünt.   | Bünt.       | Helyezés    |
| -------------------------------------------------------------------------------- | --------------- | ----------- | --------- | --------- | --------- | --------- | --------- | --------- | --------- | --------- | ------- | ------- | ------- | ----------- | ----------- |
| Rolf-Göran Bengtsson                                                             | Casall La Silla | Individual  | 0         | 1.        | 0         | 0         | 1.        | 8         | 8         | 11.       | kiesett | kiesett | kiesett | kiesett     | kiesett     |
| Lisen Bratt Fredricson                                                           | Matrix          | Individual  | 42        | 72.       | kiesett   | kiesett   | kiesett   | kiesett   | kiesett   | kiesett   | kiesett | kiesett | kiesett | kiesett     | kiesett     |
| Henrik von Eckermann                                                             | Allerdings      | Individual  | 0         | 1.        | 0         | 0         | 1.        | 16        | 16        | 33.       | 8       | 23.     | kiesett | 8           | 23.         |
| Jens Fredricson                                                                  | Lunatic         | Individual  | 0         | 1.        | 8         | 8         | 31.       | 4         | 12        | 26.       | 9       | 26.     | kiesett | 9           | 26.         |
| Rolf-Göran Bengtsson Lisen Bratt Fredricson Henrik von Eckermann Jens Fredricson | lásd fentebb    | Csapat      | 0         | 1.        |           |           |           |           |           |           | 4       | 2.      | 24      | 28          | 6.*         |

* - egy csapattal versenyzővel azonos eredményt ért el
Lovastusa
| Versenyző                                                                                | Ló           | Versenyszám | Díjlovaglás | Díjlovaglás | Tereplovaglás | Tereplovaglás | Tereplovaglás | Díjugratás | Díjugratás  | Díjugratás | Díjugratás | Végeredmény | Végeredmény |
| Versenyző                                                                                | Ló           | Versenyszám | Díjlovaglás | Díjlovaglás | Tereplovaglás | Tereplovaglás | Tereplovaglás | Selejtező  | Selejtező   | Selejtező  | Döntő      | Végeredmény | Végeredmény |
| Versenyző                                                                                | Ló           | Versenyszám | Bünt.       | Hely.       | Bünt.         | Bünt. össz.   | Hely.         | Bünt.      | Bünt. össz. | Hely.      | Bünt.      | Bünt.       | Helyezés    |
| ---------------------------------------------------------------------------------------- | ------------ | ----------- | ----------- | ----------- | ------------- | ------------- | ------------- | ---------- | ----------- | ---------- | ---------- | ----------- | ----------- |
| Linda Algotsson                                                                          | La Fair      | Egyéni      | 59,80       | 62.         | 20,00         | 79,80         | 43.           | 0,00       | 79,80       | 36.        | kiesett    | 79,80       | 36.         |
| Sara Algotsson Ostholt                                                                   | Wega         | Egyéni      | 39,30       | 4.          | 0,00          | 39,30         | 1.            | 0,00       | 39,30       | 1.         | 4,00       | 43,30       |             |
| Niklas Lindbäck                                                                          | Mister Pooh  | Egyéni      | 45,20       | 22.         | 2,80          | 48,00         | 13.           | 9,00       | 57,00       | 20.        | 11,00      | 68,00       | 18.         |
| Malin Petersen                                                                           | Sofarsogood  | Egyéni      | 60,40       | 65.         | 0,80          | 61,20         | 30.           | 6,00       | 67,20       | 26.        | kiesett    | 67,20       | 26.         |
| Ludvig Svennerstål                                                                       | Shamwari     | Egyéni      | 43,70       | 16.         | 0,40          | 44,10         | 7.            | 8,00       | 52,10       | 11.        | 20,00      | 72,10       | 20.         |
| Linda Algotsson Sara Algotsson Ostholt Niklas Lindbäck Malin Petersen Ludvig Svennerstål | lásd fentebb | Csapat      | 128,20      | 4.          | 3,20          | 131,40        | 3.            |            |             |            | 17,00      | 148,40      | 4.          |

## Műugrás
Férfi
| Versenyző            | Versenyszám        | Selejtező | Selejtező | Elődöntő | Elődöntő | Döntő   | Döntő    |
| Versenyző            | Versenyszám        | Pont      | Helyezés  | Pont     | Helyezés | Pont    | Helyezés |
| -------------------- | ------------------ | --------- | --------- | -------- | -------- | ------- | -------- |
| Christofer Eskilsson | Egyéni toronyugrás | 375,30    | 25.       | kiesett  | kiesett  | kiesett | kiesett  |

Női
| Versenyző     | Versenyszám    | Selejtező | Selejtező | Elődöntő | Elődöntő | Döntő  | Döntő    |
| Versenyző     | Versenyszám    | Pont      | Helyezés  | Pont     | Helyezés | Pont   | Helyezés |
| ------------- | -------------- | --------- | --------- | -------- | -------- | ------ | -------- |
| Anna Lindberg | Egyéni műugrás | 318,60    | 11.       | 319,80   | 10.      | 316,80 | 10.      |

## Ökölvívás
Férfi
| Versenyző     | Versenyszám  | Selejtező                        | Nyolcaddöntő                   | Negyeddöntő       | Elődöntő          | Döntő             | Helyezés |
| Versenyző     | Versenyszám  | Ellenfél Eredmény                | Ellenfél Eredmény              | Ellenfél Eredmény | Ellenfél Eredmény | Ellenfél Eredmény | Helyezés |
| ------------- | ------------ | -------------------------------- | ------------------------------ | ----------------- | ----------------- | ----------------- | -------- |
| Salomo N'tuve | Légsúly      | Ilijasz Szulejmenov (KAZ) · 8–13 | kiesett                        | kiesett           | kiesett           | kiesett           | 17.      |
| Anthony Yigit | Kisváltósúly | Francisco Vargas (PUR) · 13–9    | Denisz Berincsik (UKR) · 23–24 | kiesett           | kiesett           | kiesett           | 9.       |

Női
| Versenyző    | Versenyszám | Selejtező                             | Negyeddöntő                    | Elődöntő          | Döntő             | Helyezés |
| Versenyző    | Versenyszám | Ellenfél Eredmény                     | Ellenfél Eredmény              | Ellenfél Eredmény | Ellenfél Eredmény | Helyezés |
| ------------ | ----------- | ------------------------------------- | ------------------------------ | ----------------- | ----------------- | -------- |
| Anna Laurell | Középsúly   | Naomi Fischer-Rasmussen (AUS) · 24–17 | Claressa Shields (USA) · 14–18 | kiesett           | kiesett           | 5.       |

## Sportlövészet
Férfi
| Versenyző       | Versenyszám | Selejtező | Selejtező | Döntő   | Döntő    |
| Versenyző       | Versenyszám | Pont      | Helyezés  | Pont    | Helyezés |
| --------------- | ----------- | --------- | --------- | ------- | -------- |
| Håkan Dahlby    | Dupla trap  | 137       | 5.        | 186     |          |
| Marcus Svensson | Skeet       | 119       | 7.        | kiesett | kiesett  |
| Stefan Nilsson  | Skeet       | 118       | 15.       | kiesett | kiesett  |

Női
| Versenyző         | Versenyszám | Selejtező | Selejtező | Döntő   | Döntő    |
| Versenyző         | Versenyszám | Pont      | Helyezés  | Pont    | Helyezés |
| ----------------- | ----------- | --------- | --------- | ------- | -------- |
| Therese Lundqvist | Skeet       | 67        | 7.        | kiesett | kiesett  |

## Taekwondo
Férfi
| Versenyző | Versenyszám | Nyolcaddöntő              | Negyeddöntő       | Elődöntő          | Vigaszág elődöntő                | Bronz- mérkőzés   | Döntő             | Helyezés |
| Versenyző | Versenyszám | Ellenfél Eredmény         | Ellenfél Eredmény | Ellenfél Eredmény | Ellenfél Eredmény                | Ellenfél Eredmény | Ellenfél Eredmény | Helyezés |
| --------- | ----------- | ------------------------- | ----------------- | ----------------- | -------------------------------- | ----------------- | ----------------- | -------- |
| Uno Sanli | Légsúly     | Joel González (ESP) · 6–7 |                   |                   | Safwan Khalil (AUS) · 1–4 (h.h.) | kiesett           |                   | 7.       |

Női
| Versenyző      | Versenyszám | Nyolcaddöntő                 | Negyeddöntő               | Elődöntő          | Vigaszág elődöntő | Bronz- mérkőzés   | Döntő             | Helyezés |
| Versenyző      | Versenyszám | Ellenfél Eredmény            | Ellenfél Eredmény         | Ellenfél Eredmény | Ellenfél Eredmény | Ellenfél Eredmény | Ellenfél Eredmény | Helyezés |
| -------------- | ----------- | ---------------------------- | ------------------------- | ----------------- | ----------------- | ----------------- | ----------------- | -------- |
| Elin Johansson | Váltósúly   | Seham El Sawalhy (EGY) · 6–0 | Carmen Marton (AUS) · 3–6 | kiesett           |                   |                   |                   | 9.       |

## Tenisz
Férfi
| Versenyző                        | Versenyszám | 32-es főtábla                                                   | Nyolcaddöntő                                             | Negyeddöntő       | Elődöntő          | Bronz- mérkőzés   | Döntő             | Helyezés |
| Versenyző                        | Versenyszám | Ellenfél Eredmény                                               | Ellenfél Eredmény                                        | Ellenfél Eredmény | Ellenfél Eredmény | Ellenfél Eredmény | Ellenfél Eredmény | Helyezés |
| -------------------------------- | ----------- | --------------------------------------------------------------- | -------------------------------------------------------- | ----------------- | ----------------- | ----------------- | ----------------- | -------- |
| Johan Brunström Robert Lindstedt | Páros       | Szerbia (SRB) · Novak Đoković · Viktor Troicki · 7–6(10–8), 6–3 | Horvátország (CRO) · Marin Čilić · Ivan Dodig · 3–6, 2–6 | kiesett           | kiesett           | kiesett           | kiesett           | 9.       |

Női
| Versenyző       | Versenyszám | 64-es főtábla                         | 32-es főtábla     | Nyolcaddöntő      | Negyeddöntő       | Elődöntő          | Bronz- mérkőzés   | Döntő             | Helyezés |
| Versenyző       | Versenyszám | Ellenfél Eredmény                     | Ellenfél Eredmény | Ellenfél Eredmény | Ellenfél Eredmény | Ellenfél Eredmény | Ellenfél Eredmény | Ellenfél Eredmény | Helyezés |
| --------------- | ----------- | ------------------------------------- | ----------------- | ----------------- | ----------------- | ----------------- | ----------------- | ----------------- | -------- |
| Sofia Arvidsson | Egyes       | Vera Zvonarjova (RUS) · 6–7(3–7), 4–6 | kiesett           | kiesett           | kiesett           | kiesett           | kiesett           | kiesett           | 33.      |

Vegyes
| Versenyző                        | Versenyszám | Nyolcaddöntő                                                           | Negyeddöntő       | Elődöntő          | Bronz- mérkőzés   | Döntő             | Helyezés |
| Versenyző                        | Versenyszám | Ellenfél Eredmény                                                      | Ellenfél Eredmény | Ellenfél Eredmény | Ellenfél Eredmény | Ellenfél Eredmény | Helyezés |
| -------------------------------- | ----------- | ---------------------------------------------------------------------- | ----------------- | ----------------- | ----------------- | ----------------- | -------- |
| Sofia Arvidsson Robert Lindstedt | Páros       | Olaszország (ITA) · Roberta Vinci · Daniele Bracciali · 3–6, 6–4, 8–10 | kiesett           | kiesett           | kiesett           | kiesett           | 9.       |

## Tollaslabda
| Versenyző        | Versenyszám | Csoportkör                               | Csoportkör                               | Nyolcaddöntő      | Negyeddöntő       | Elődöntő          | Bronz- mérkőzés   | Döntő             | Helyezés |
| Versenyző        | Versenyszám | Ellenfél Eredmény                        | Hely.                                    | Ellenfél Eredmény | Ellenfél Eredmény | Ellenfél Eredmény | Ellenfél Eredmény | Ellenfél Eredmény | Helyezés |
| ---------------- | ----------- | ---------------------------------------- | ---------------------------------------- | ----------------- | ----------------- | ----------------- | ----------------- | ----------------- | -------- |
| Henri Hurskainen | Férfi egyes | Kevin Cordón (GUA) · 21–15, 12–21, 15–21 | Rajiv Ouseph (GBR) · 20–22, 21–17, 15–21 | 3.                | kiesett           | kiesett           | kiesett           | kiesett           | 33.      |

## Torna
Női
| Versenyző      | Versenyszám      | Selejtező | Selejtező | Döntő    | Döntő    |
| Versenyző      | Versenyszám      | Pontszám  | Helyezés  | Pontszám | Helyezés |
| -------------- | ---------------- | --------- | --------- | -------- | -------- |
| Jonna Adlerteg | Talaj            | 12,466    | 70.       | kiesett  | kiesett  |
| Jonna Adlerteg | Felemás korlát   | 13,933    | 31.       | kiesett  | kiesett  |
| Jonna Adlerteg | Gerenda          | 12,200    | 63.       | kiesett  | kiesett  |
| Jonna Adlerteg | Egyéni összetett | 52,199    | 39.       | kiesett  | kiesett  |

## Triatlon
| Versenyző   | Versenyszám | 1,5 km úszás | Depózás 1 | 40 km kerékpározás | Depózás 2 | 10 km futás | Összesítés | Összesítés |
| Versenyző   | Versenyszám | Idő          | Idő       | Idő                | Idő       | Idő         | Idő        | Helyezés   |
| ----------- | ----------- | ------------ | --------- | ------------------ | --------- | ----------- | ---------- | ---------- |
| Lisa Nordén | Női         | 19:17        | 0:47      | 1:05:33            | 0:29      | 33:42       | 1:59:48    |            |

## Úszás
Férfi
| Versenyző       | Versenyszám    | Előfutam | Előfutam | Előfutam | Elődöntő | Elődöntő | Elődöntő | Döntő   | Döntő    |
| Versenyző       | Versenyszám    | Idő      | Hely.    | Össz.    | Idő      | Hely.    | Össz.    | Idő     | Helyezés |
| --------------- | -------------- | -------- | -------- | -------- | -------- | -------- | -------- | ------- | -------- |
| Stefan Nystrand | 50 m gyors     | 22,32    | 6.       | 17.      | kiesett  | kiesett  | kiesett  | kiesett | kiesett  |
| Stefan Nystrand | 100 m gyors    | 49,55    | 8.       | 25.      | kiesett  | kiesett  | kiesett  | kiesett | kiesett  |
| Lars Frölander  | 100 m pillangó | 52,47    | 5.       | 20.      | kiesett  | kiesett  | kiesett  | kiesett | kiesett  |

Női
| Versenyző                                                                  | Versenyszám            | Előfutam | Előfutam | Előfutam | Elődöntő | Elődöntő | Elődöntő | Döntő   | Döntő    |
| Versenyző                                                                  | Versenyszám            | Idő      | Hely.    | Össz.    | Idő      | Hely.    | Össz.    | Idő     | Helyezés |
| -------------------------------------------------------------------------- | ---------------------- | -------- | -------- | -------- | -------- | -------- | -------- | ------- | -------- |
| Therese Alshammar                                                          | 50 m gyors             | 24,77    | 1.       | 6.       | 24,71    | 5.       | 8.       | 24,61   | 6.       |
| Sarah Sjöström                                                             | 50 m gyors             | 24,94    | 4.       | 10.*     | 25,08    | 7.       | 14.      | kiesett | kiesett  |
| Sarah Sjöström                                                             | 100 m gyors            | 54,26    | 4.       | 10.*     | 53,93    | 4.       | 9.       | kiesett | kiesett  |
| Sarah Sjöström                                                             | 200 m gyors            | 1:58,03  | 3.       | 7.*      | 1:58,12  | 6.       | 12.      | kiesett | kiesett  |
| Sarah Sjöström                                                             | 100 m pillangó         | 57,45    | 1.       | 4.       | 57,27    | 1.       | 4.       | 57,17   | 4.       |
| Martina Granström                                                          | 100 m pillangó         | 58,70    | 5.       | 14.      | 58,95    | 8.       | 15.      | kiesett | kiesett  |
| Martina Granström                                                          | 200 m pillangó         | 2:08,94  | 4.       | 13.      | 2:07,83  | 6.       | 10.      | kiesett | kiesett  |
| Michelle Coleman Sarah Sjöström Ida Matsson-Marko-Varga Gabriella Fagundez | 4 × 100 m gyorsváltó   | 3:38,21  | 5.       | 7.*      |          |          |          | kiesett | kiesett  |
| Therese Svendsen                                                           | 100 m hát              | 1:03,11  | 7.       | 35.      | kiesett  | kiesett  | kiesett  | kiesett | kiesett  |
| Jennie Johansson                                                           | 100 m mell             | 1:07,14  | 4.       | 8.       | 1:07,57  | 6.       | 10.      | kiesett | kiesett  |
| Joline Höstman                                                             | 100 m mell             | 1:08,28  | 6.       | 19.      | kiesett  | kiesett  | kiesett  | kiesett | kiesett  |
| Joline Höstman                                                             | 200 m mell             | 2:25,44  | 1.       | 6.       | 2:24,77  | 6.       | 10.      | kiesett | kiesett  |
| Stina Gardell                                                              | 200 m vegyes           | 2:14,70  | 6.       | 20.      | kiesett  | kiesett  | kiesett  | kiesett | kiesett  |
| Stina Gardell                                                              | 400 m vegyes           | 4:41,66  | 5.       | 14.      |          |          |          | kiesett | kiesett  |
| Sarah Sjöström Jennie Johansson Martina Granström Michelle Coleman         | 4 × 100 m vegyes váltó | 4:00,76  | 6.       | 10.      |          |          |          | kiesett | kiesett  |

* - egy másik versenyzővel azonos eredményt ért el

## Vitorlázás
Férfi
| Versenyző                        | Versenyszám        | Futam | Futam | Futam | Futam | Futam | Futam | Futam | Futam | Futam | Futam | Futam | Futam | Futam | Futam | Futam | Futam | Pontszám | Helyezés |
| Versenyző                        | Versenyszám        | 1     | 2     | 3     | 4     | 5     | 6     | 7     | 8     | 9     | 10    | 11    | 12    | 13    | 14    | 15    | É     | Pontszám | Helyezés |
| -------------------------------- | ------------------ | ----- | ----- | ----- | ----- | ----- | ----- | ----- | ----- | ----- | ----- | ----- | ----- | ----- | ----- | ----- | ----- | -------- | -------- |
| Rasmus Myrgren                   | Laser              | 11    | 5     | 4     | 5     | (25)  | 10    | 4     | 9     | 10    | 2     |       |       |       |       |       | 12    | 72       |          |
| Daniel Birgmark                  | Finn dingi         | (17)  | 5     | 14    | 1     | 9     | 9     | 10    | 12    | 10    | 8     |       |       |       |       |       | 12    | 90       | 9.       |
| Anton Dahlberg Sebastian Östling | 470-es osztály     | 4     | 6     | 8     | 14    | 13    | 9     | 14    | (24)  | 22    | 13    |       |       |       |       |       | 20    | 123      | 10.      |
| Fredrik Lööf Max Salminen        | Csillaghajó        | (10)  | 4     | 4     | 1     | 5     | 3     | 4     | 1     | 2     | 5     |       |       |       |       |       | 2     | 32       |          |
| Niclas Düring Jonas von Geijer   | Könnyű 49-es dingi | 5     | 3     | 12    | 8     | 17    | 4     | 14    | 3     | 16    | 8     | (19)  | 6     | 18    | 10    | 11    | 18    | 153      | 10.      |

Női
| Versenyző                        | Versenyszám    | Futam | Futam | Futam | Futam | Futam | Futam | Futam | Futam | Futam | Futam | Futam   | Pontszám | Helyezés |
| Versenyző                        | Versenyszám    | 1     | 2     | 3     | 4     | 5     | 6     | 7     | 8     | 9     | 10    | É       | Pontszám | Helyezés |
| -------------------------------- | -------------- | ----- | ----- | ----- | ----- | ----- | ----- | ----- | ----- | ----- | ----- | ------- | -------- | -------- |
| Josefin Olsson                   | Laser radial   | 25    | 17    | 5     | 18    | 14    | 24    | (29)  | 29    | 5     | 14    | kiesett | 151      | 18.      |
| Lisa Ericsson Astrid Gabrielsson | 470-es osztály | 17    | 12    | 11    | 9     | 16    | (20)  | 19    | 13    | 18    | 20    | kiesett | 128      | 19.      |

| Versenyző                                      | Versenyszám | Csoportkör | Csoportkör | Csoportkör | Csoportkör | Csoportkör | Csoportkör | Csoportkör | Csoportkör | Csoportkör | Csoportkör | Csoportkör | Csoportkör | Csoportkör | Kieséses szakasz | Kieséses szakasz | Kieséses szakasz | Helyezés |
| Versenyző                                      | Versenyszám | RUS        | NZL        | FIN        | FRA        | ESP        | DEN        | POR        | AUS        | GBR        | USA        | NED        | Pont       | Hely.      | Negyeddöntő      | Elődöntő         | Döntő            | Helyezés |
| ---------------------------------------------- | ----------- | ---------- | ---------- | ---------- | ---------- | ---------- | ---------- | ---------- | ---------- | ---------- | ---------- | ---------- | ---------- | ---------- | ---------------- | ---------------- | ---------------- | -------- |
| Lotta Harrysson Malin Källström Anna Kjellberg | Elliott 6 m | 0–1        | 0–1        | 0–1        | 0–1        | 0–1        | 0–1        | 0–1        | 0–1        | 0–1        | 0–1        | 1–0        | 1          | 11.        | kiesett          | kiesett          | kiesett          | 11.      |